# 寿楽院 (白岡市)
寿楽院（じゅらくいん）は、埼玉県白岡市にある曹洞宗の寺院。

## 歴史
1571年（元亀2年）、鬼窪繁政の開基である。鬼窪氏は当地を本拠地とする豪族で、繁政は興善寺の第3世住職の孝天存愛を開山として迎え、寺院を創建した。そういう経緯もあり、墓地には鬼窪氏の墓がある。
その後、2回も火災に遭ったため、詳細な記録を失っている。また長らく仮本堂であったが、1982年（昭和57年）に85坪の本格的な本堂に建て替えられた。

## 交通アクセス
- 白岡駅より徒歩13分。